# Katharine Towne
Katharine Payne Towne, född 17 juli 1978 i Hollywood, Los Angeles, Kalifornien, är en amerikansk skådespelare. Hon är dotter till manusförfattarna Robert Towne och Julie Payne och dotterdotter till skådespelarna John Payne och Anne Shirley.
Katharine var gift med skådespelaren Charlie Hunnam i två år. De träffades under en audition för Dawson's Creek 1998 och gifte sig efter bara tre veckor.

## Filmografi, i urval
- 2007 - Blades of Glory
- 2001 - Mulholland Drive
- 2000 - What Lies Beneath
- 1999 - But I'm a Cheerleader
- 1999 - She's All That
- 1998 - Girl